# John Rawlins
John Rawlins (Long Beach, 9 giugno 1902 – Arcadia, 20 maggio 1997) è stato un regista e montatore statunitense.

## Filmografia parziale

### Regista
- I diavoli dei mari del sud (Air Devils) (1938)
- Overland Mail, co-regia di Ford Beebe (1942)
- Le mille e una notte (Arabian Nights) (1942)
- La voce del terrore (Sherlock Holmes and the Voice of Terror) (1942)
- Il terrore dei Navajos (Fort Defiance) (1951)
- Fuga nella palude (Shark River) (1953)
- The Great Impersonation (1942)
- Cinque maniere di amare (Ladies Courageous) (1944)
- La nave della morte (Follow the Boys), regia di A. Edward Sutherland - Rawlins non accreditato (1944)
- La schiava del Sudan (Sudan) (1945)
- I lancieri del deserto (Massacre River) (1949)
- Mayor of the Town (1954-1955) (serie TV; 39 episodi)

### Montatore
- The Fast Worker, regia di William A. Seiter (1924)
- Rolling Home, regia di William A. Seiter (1926)
- Out All Night, regia di William A. Seiter (1927)
- Good Morning, Judge, regia di William A. Seiter (1928)
- Nel Mar dei Sargassi (The Isle of Lost Ships), regia di Irvin Willat (1929)
- La donna e il diavolo (Love and the Devil) (1929)
- Among the Missing, regia di Albert S. Rogell (1934)
- Giustizia! (The Final Hour), regia di D. Ross Lederman (1936)